# Нуйнівський заказник
Нуйнівський — ботанічний заказник місцевого значення. Об'єкт розташований на території Камінь-Каширського району Волинської області, ДП «Камінь-Каширське ЛГ», Нуйнівське лісництво, квартал 13, виділи 5, 10, 19, поруч з озером Мочурине.
Площа — 6,7 га, статус отриманий у 1980 році, згідно рішенням Волинського облвиконкому від 30.12.1980 № 493.
Статус надано з метою охорони та збереження у природному стані низькобонітетних насаджень сосни звичайної (Pinus sylvestris) віком близько 90 років, у трав'яному покриві яких переважають осоки (Carex), сфагновий мох Sphagnum, багно звичайне (Ledum palustre), журавлина болотна (Oxycoccus palustris), а також регіонально рідкісний вид – осока зближена (Carex appropinquata).

## Галерея

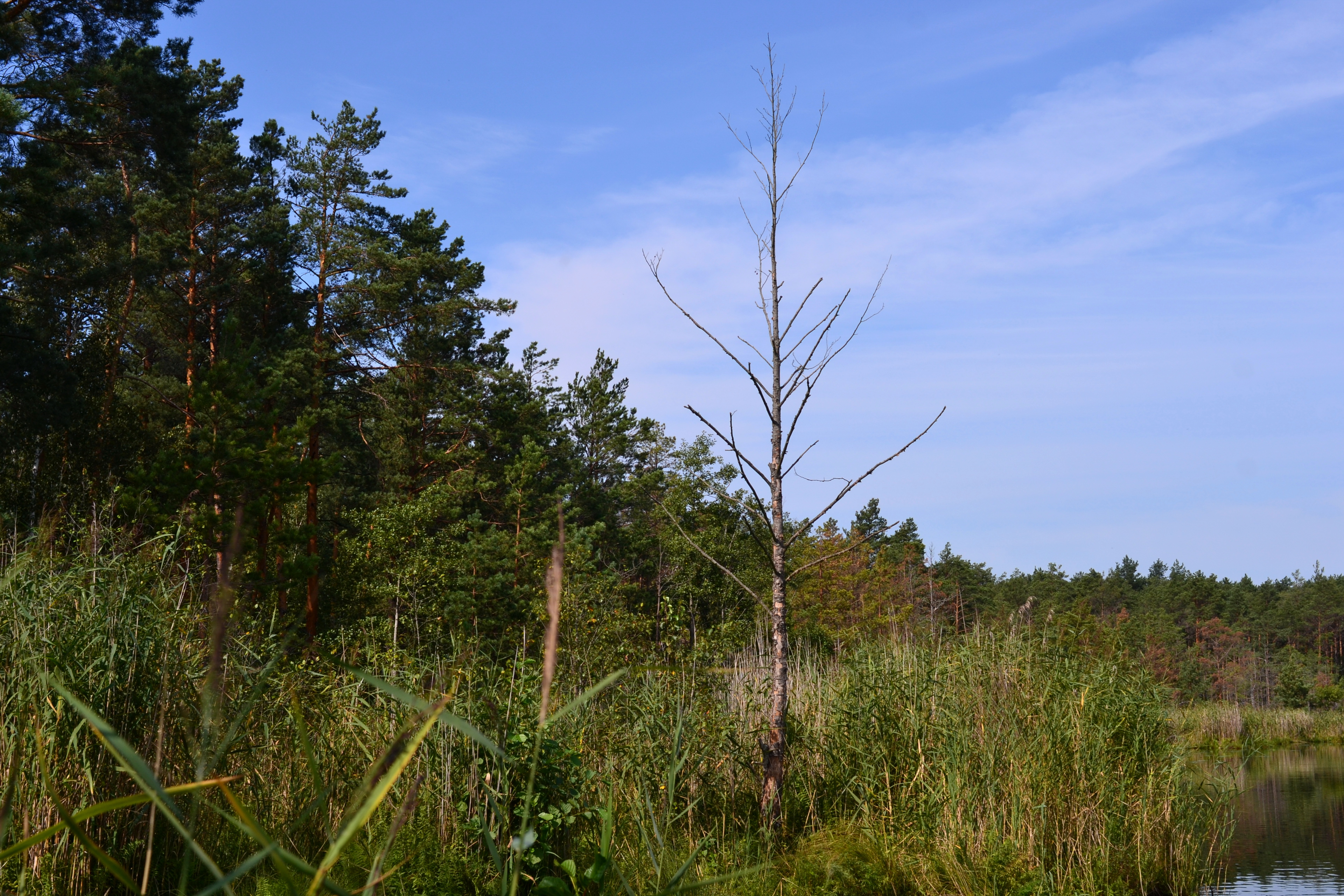
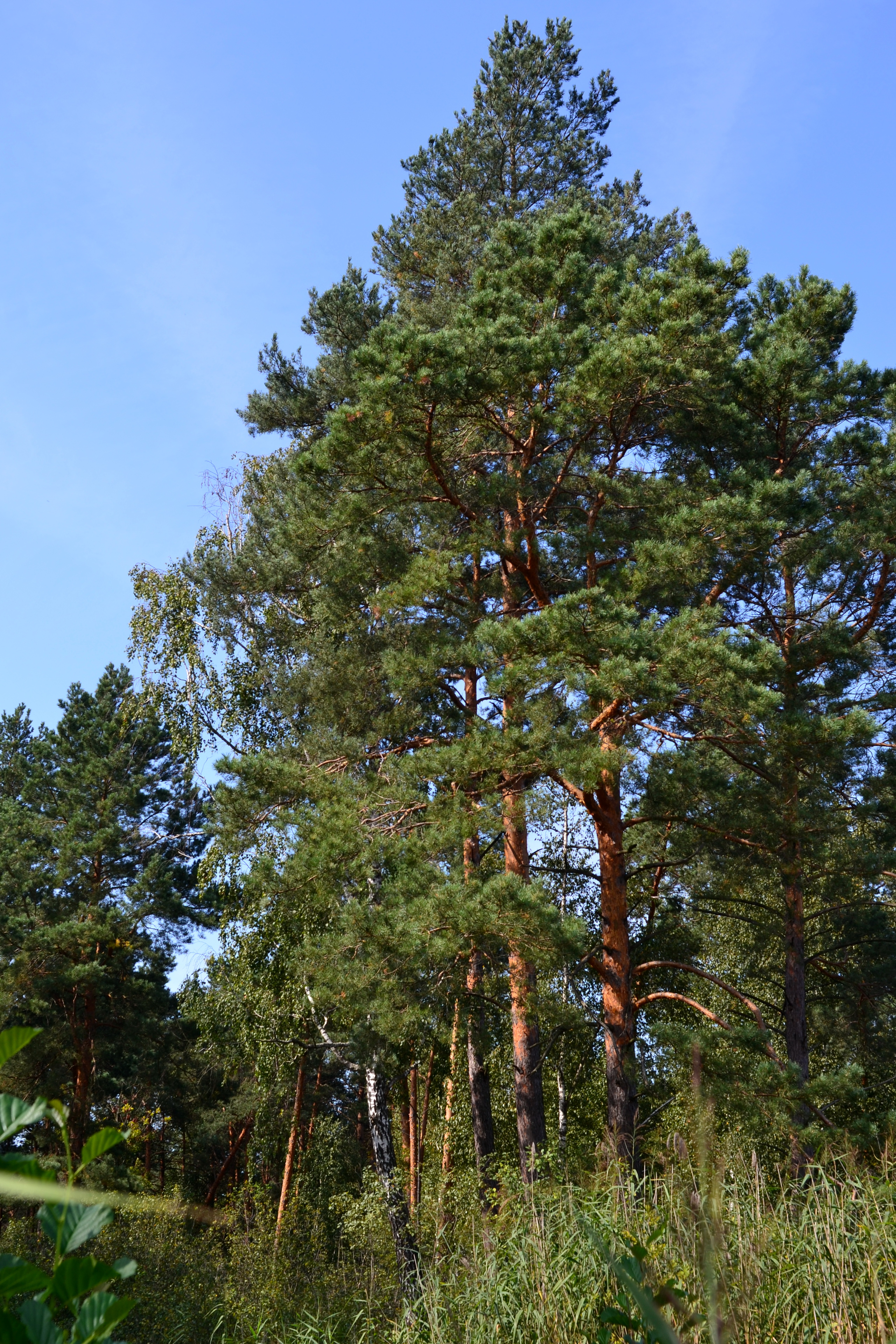